# Seznam plemen holubů
Seznam plemen holubů obsahuje abecedně uspořádaný přehled plemen holubů, tedy populací holuba domácího stejného původu s charakteristickými vlastnostmi a znaky.

## A
- Africký racek
- Altenburský bublák
- Americký výstavní holub
- Amsterodamský balonový voláč
- Amsterodamský rejdič
- Anglický bublák
- Anglický dlouholící rejdič
- Anglický racek-sovička
- Anglický šort
- Anglický štítník
- Anglický voláč
- Anglický voláč zakrslý
- Anglický výstavní holub
- Antverpský výstavní holub
- Arabský bublák

## B
- Bačský rejdič
- Bavorský voláč
- Benešovský holub
- Berlínský dlouhozobý rejdič
- Berlínský krátkozobý rejdič
- Berlínský rousný rejdič
- Bernburský bublák
- Bernský skřivan
- Birminghamský válivý rejdič
- Brivský černohlávek
- Brněnský voláč
- Budapešťský krátkozobý rejdič
- Budapešťský rejdič vlaštovák
- Budapešťský vysokoletec
- Bucharský bublák

## C
- Cášský racek
- Cášský voláč
- Ceglédský krátkozobý rejdič

## Č
- Česká bagdeta
- Česká čejka
- Česká lyska
- Český holub
- Český bublák
- Český rejdič
- Český stavák
- Český voláč sivý
- Čínský racek
- Čínský rejdič

## D
- Damascén
- Dánský rejdič
- Dánský stehlík
- Debrecínský roler
- Dolnobavorský voláč
- Dragoun
- Drážďanský bublák
- Durynská čejka
- Durynská kaňka
- Durynský běloocasý holub
- Durynský čápek
- Durynský mnich
- Durynský štítník
- Durynský vlaštovák
- Durynský voláč

## E
- Elstr
- Exhibiční holub

## F
- Feleďházský rejdič
- Figurita
- Florentýn
- Francký štítník
- Francouzská bagdeta
- Francouzský voláč
- Franská bagdeta

## G
- Gdaňský sokol
- Gentský voláč
- Gierský holub
- Gigant
- Groninger Slenken
- Gumbinský bělohlávek

## H
- Hamburský krátkozobý rejdič
- Hamburský racek
- Hanácký voláč
- Hesenský voláč
- Holokrčka
- Hýl

## Ch
- Chorrera

## I
- Indián
- Indický pávík
- Italský racek

## J
- Jágerský vysokoletec
- Jeptiška anglická
- Jeptiška německá
- Jihoněmecká kaňka
- Jihoněmecký barevnohlávek
- Jihoněmecký náprsenkový holub

## K
- Kalot
- Kariér
- Karnó
- Kerešský rejdič
- King
- Koburský skřivan
- Kolínský rejdič
- Komárenský rejdič
- Košický rejdič
- Košický vysokoletec
- Košoa
- Královecký barevnohlávek
- Královecký čistooký rejdič
- Krasnodarský středozobý rejdič
- Kudrnáč

## L
- Lahore
- Ledňák
- Lilský voláč
- Luzernský jednobarevný holub
- Luzernský zlatolímcový holub
- Lužický rejdič

## M
- Maďarský obr
- Maltézský slepičák
- Marchenero
- Mittelhäuser
- Modena
- Modenka
- Mondén
- Montauban
- Mookee
- Moravská bagdeta
- Moravský bělohlávek
- Moravský morák
- Moravský pštros
- Moravský voláč sedlatý
- Moskevský černobílý rejdič
- Moskevský lentový rejdič

## N
- Německý barevnoocasý racek
- Německý dlouhozobý rejdič
- Německý dvojvrkočatý bublák
- Německý jednovrkočatý bublák
- Německý racek štítník
- Německý stavák
- Německý výstavní holub
- Nikolajevský rejdič
- Nizozemský vysokoletec
- Nizozemský výstavní holub
- Norimberská bagdeta
- Norimberský skřivan
- Norimberský vlaštovák
- Norvičský voláč

## O
- Orientální racek
- Orientální roler
- Ostravská bagdeta

## P
- Parukář
- Pávík
- Perský roler
- Piešťanský obr
- Polská straka
- Polský bradavičnatý holub
- Polský dlouhozobý rejdič
- Polský racek
- Pomořanský voláč
- Poštovní holub
- Poznaňský rejdič
- Prácheňský káník
- Pražský krátkozobý rejdič
- Pražský středozobý rejdič

## R
- Racek domino
- Racek turbit
- Rakovnický kotrlák
- Rejdič straka
- Rostovský postavový rejdič
- Rumunský běloocasý rejdič
- Rumunský holokrký rejdič
- Rýnský kruhový tleskač
- Rys
- Ryzí výstavní holub

## Ř
- Řezenský rejdič
- Říman

## S
- Sárský holub
- Saská čejka
- Saská kaňka
- Saský běloocasý holub
- Saský čápek
- Saský kněz
- Saský mnich
- Saský štítník
- Saský vlaštovák
- Saský voláč
- Sedlatý rousný voláč
- Sedmihradský dvojvrkočatý rejdič
- Segedínský rejdič
- Serafin
- Severokavkazský postavový rejdič
- Short Faced
- Schöneberský rejdič
- Sibiřský postavový rejdič
- Slezský barevnohlávek
- Slezský voláč
- Slovenský voláč
- Slovenský vysokoletec
- Solnocký rejdič
- Soultský chocholatý holub
- Stargardský rejdič
- Staroholandský kapucín
- Staroholandský racek
- Staroholandský rejdič
- Staroněmecký barevnohlávek
- Staroněmecký racek
- Staroněmecký voláč
- Starorakouský rejdič
- Starvický voláč
- Steler
- Stralsundský rejdič
- Swift egyptský
- Swift syrský

## Š
- Šmalkaldský barevnohlávek
- Šmelnský bublák
- Špaček
- Štětínský rejdič
- Španěl
- Štajnhajmská bagdeta
- Štarvický stavák
- Štajgr (holub)
- Štraser

## T
- Taganrožský rejdič
- Temešvárský rejdič
- Texan
- Tippler
- Turbitin
- Turgauský mnich

## V
- Varšavský motýl
- Vídeňský běloštítný rejdič
- Vídeňský krátkozobý rejdič
- Vídeňský krátkozobý sedlatý rejdič
- Vídeňský rejdič
- Vídeňský slepičák
- Vogtlandský bělohlavý bublák
- Volžský postavový rejdič
- Voorburský voláč
- Východopruský rejdič
- Východoslovenský rejdič
- Výstavní tipler